# Maran Film
Die Maran Film GmbH war ein deutsches Unternehmen, das Fernsehserien, -filme und -projekte für öffentlich-rechtliche und private Fernsehsender produzierte.
1963 wurde die Maran Film GmbH als Verwertungs- und Co-Produktionsgesellschaft vom Süddeutschen Rundfunk gegründet. Die Bavaria Film GmbH stieg 1998 in die Maran Film GmbH ein.
Der damalige Unternehmenssitz war in Stuttgart. Im Zuge einer Neustrukturierung der Maran Film GmbH im Jahr 2001 zog sie nach Baden-Baden um. Anteile an der Maran Film GmbH besaß zu 51 Prozent die SWR Holding GmbH und zu 49 Prozent die Geiselgasteiger Bavaria Film GmbH.
Im Dezember 2014 kündete der Südwestrundfunk an, die Beauftragung der Maran Film zum 30. Juni 2015 zu beenden und die Produktionsleistungen zukünftig selbst zu erbringen. Die Geschäftsgrundlage des Unternehmens entfiel damit.